# 安田富士郎
安田富士郎（やすだ ふじお、1931年-1982年3月14日）は、日本の水産学者。

## 略歴
東京生まれ。安田善三郎の孫、父は安田周三郎。東京大学農学部水産学科卒、同大学院博士課程修了、1959年「プランクトン食魚の攝餌と肉食魚との関係について」で東京大学農学博士。1975年東京水産大学教授となる。

## 著書
- 『海の魚・川の魚』野沢秀綱絵　誠文堂新光社　1959
- 『サンゴ礁の魚 その生態と飼育法』朝日新聞社　1966
- 『日本沿岸魚類の生態』撮影・解説 講談社　1971
- 『アオザメってこんなもの 海と川の魚の?50問』誠文堂新光社　さそりの本シリーズ　1975
- 『珊瑚礁の魚』ダイビングワールド社　1975
- 『続・珊瑚礁の魚』ダイビングワールド社　1975
- 『魚あれこれ』マリン企画　アクアブックス　1977
- 『魚さかな肴 すしだねの話』マリン企画　アクアブックス　1978

### 共編著
- 『日本水産魚譜』檜山義夫共編　日本水産　1961
- 『原色図鑑海の魚』竹村嘉夫共著　北隆館　1965
- 『日本産魚類大図鑑』檜山義夫共編　講談社　1971
- 『中部西南太平洋有用有毒魚類図鑑』檜山義夫共著　講談社　1972

## 論文
- <安田富士郎